# Grupový okruh
Grupový okruh je termín z matematiky, přesněji z abstraktní algebry, kterým se označuje okruh a zároveň modul vytvořený daným způsobem z libovolné dané grupy a okruhu.

## Definice
Pro zadanou grupu {\displaystyle G} a zadaný okruh {\displaystyle R} je grupový okruh {\displaystyle R[G]} definován takto:
- nosičem {\displaystyle R[G]} je množina všech zobrazení {\displaystyle f:G\to R} s konečným nosičem, přičemž jednotlivá zobrazení se tradičně zapisují jako formální lineární kombinace, tedy v podobě
{\displaystyle \sum _{g\in G}f(g)g,} nebo {\displaystyle \sum _{g\in G}f_{g}g}.
- součet dvou prvků {\displaystyle r:G\to R} a {\displaystyle s:G\to R} je definován součtem jejich funkčních hodnot, tedy {\displaystyle x\mapsto r(x)+s(x)}, respektive tradičním zápisem
{\displaystyle r+s=\sum _{g\in G}(r_{g}+s_{g})g}
- násobení prvku {\displaystyle r:G\to R} skalárem {\displaystyle \alpha } z okruhu {\displaystyle R} je definováno „standardně po složkách“, tedy {\displaystyle x\mapsto \alpha \cdot r(x)}, respektive tradičním zápisem
{\displaystyle \alpha \cdot r=\sum _{g\in G}(\alpha r_{g})g}
- okruhové násobení prvků {\displaystyle r:G\to R} a {\displaystyle s:G\to R} je definováno
{\displaystyle x\mapsto \sum _{uv=x}r(u)s(v)=\sum _{u\in G}r(u)s(u^{-1}x)}